# Хлорангидриды карбоновых кислот

Общая формула хлорангидридов карбоновых кислот

Хлорангидри́д карбо́новой кислоты́ (ацилхлорид) — производное карбоновой кислоты, в которой гидроксильная группа -OH в карбоксильной группе -COOH заменена на атом хлора. Общая формула R-COCl. Первый представитель с R=H (хлористый формил) не существует, хотя смесь CO и HCl в реакции Гаттермана — Коха ведёт себя подобно хлорангидриду муравьиной кислоты.

## Номенклатура
Названия хлорангидридов производятся от названий соответствующих кислотных остатков (ацилов) путём добавления к ним слова хлористый в начале или слова хлорид в конце.

## Физические свойства
Хлорангидриды по большей части жидкости, кипят при значительно более низких температурах чем соответствующая кислота из-за отсутствия межмолекулярных водородных связей. Например, уксусная кислота кипит при 118 °C, в то время как ацетилхлорид при 51 °C. В ИК-спектрах хлорангидридов содержится, как и у других карбонильных соединений, интенсивная полоса поглощения при 1800 см−1.

## Получение
Получают хлорангидриды чаще всего взаимодействием безводной карбоновой кислоты с тионилхлоридом (SOCl2), трёххлористым фосфором (PCl3) или пятихлористым фосфором (PCl5), фосгеном (COCl2).
{\displaystyle {\mathsf {RCOOH+SOCl_{2}\rightarrow RCOCl+SO_{2}+HCl}}}
{\displaystyle {\mathsf {3RCOOH+PCl_{3}\rightarrow 3RCOCl+H_{3}PO_{3}}}}
{\displaystyle {\mathsf {RCOOH+PCl_{5}\rightarrow RCOCl+POCl_{3}+HCl}}}
{\displaystyle {\mathsf {RCOOH+COCl_{2}\rightarrow RCOCl+CO_{2}+HCl}}}
Ещё один метод мягкого получения хлорангидридов основан на использовании оксалилхлорида
{\displaystyle {\mathsf {RCOOH+ClCOCOCl\rightarrow RCOCl+CO+CO_{2}+HCl}}}
Есть методы получения хлорангидридов без выделения хлороводорода, например, реакция Аппеля.
{\displaystyle {\mathsf {RCOOH+Ph_{3}P+CCl_{4}\rightarrow RCOCl+Ph_{3}PO+CHCl_{3}}}}
или используя цианурхлорид
В реакции с тионилхлоридом образуются газообразная двуокись серы и хлороводород, которые легко удаляются из реакционного сосуда, способствуя прохождению реакции. Избыток тионилхлорида (т.кип. 79 °C) легко удаляется на роторном испарителе. Механизм реакции для тионилхлорида и пятихлористого фосфора похожи.
Реакция с оксалилхлоридом катализируется диметилформамидом. На первой стадии образуется иминевый интермедиат
Иминиевая соль реагирует с кислотой, отбирая кислород и регенирируя диметилформамид.

## Реакции
Хлорангидриды химически исключительно активны.

### Нуклеофильные
Наличие кислорода и хлора, сильных электроноакцепторов, при одном атоме углерода создаёт большой положительный заряд на данном атоме, превращая его таким образом в цель нуклеофильных атак даже для слабых нуклеофилов. Атом хлора является хорошей уходящей группой, что способствует нуклеофильному замещению.
С водой низшие хлорангидриды реагируют чрезвычайно энергично, образуя соответствующую карбоновую кислоту и соляную кислоту:
{\displaystyle \mathrm {R{\mathord {-}}CO{\mathord {-}}Cl+H_{2}O\longrightarrow R{\mathord {-}}CO{\mathord {-}}OH+HCl} }
Менее энергично происходит взаимодействие со спиртами
{\displaystyle \mathrm {R_{1}{\mathord {-}}CO{\mathord {-}}Cl+HO{\mathord {-}}R_{2}\longrightarrow R_{1}{\mathord {-}}CO{\mathord {-}}O{\mathord {-}}R_{2}+HCl} }
Аналогично реагируют тиолы
{\displaystyle \mathrm {R{\mathord {-}}CO{\mathord {-}}Cl+HS{\mathord {-}}R_{2}\longrightarrow R_{1}{\mathord {-}}CO{\mathord {-}}S{\mathord {-}}R_{2}+HCl} }
Реакция с аммиаком, первичными и вторичными аминами приводит к соответствующим амидам:
{\displaystyle \mathrm {R{\mathord {-}}CO{\mathord {-}}Cl+NH_{3}\longrightarrow R{\mathord {-}}CO{\mathord {-}}NH_{2}+HCl} }
{\displaystyle \mathrm {R{\mathord {-}}CO{\mathord {-}}Cl+CH_{3}NH_{2}\longrightarrow R{\mathord {-}}CO{\mathord {-}}NHCH_{3}+HCl} }
{\displaystyle \mathrm {R{\mathord {-}}CO{\mathord {-}}Cl+(CH_{3})_{2}NH\longrightarrow R{\mathord {-}}CO{\mathord {-}}N(CH_{3})_{2}+HCl} }
Реакцией с солями карбоновых кислот получают ангидриды карбоновых кислот
{\displaystyle \mathrm {R{\mathord {-}}CO{\mathord {-}}Cl+R{\mathord {-}}CO{\mathord {-}}ONa\longrightarrow (R{\mathord {-}}CO)_{2}{\mathord {O}}+NaCl} }
Также они реагируют с цианидами
{\displaystyle \mathrm {R{\mathord {-}}CO{\mathord {-}}Cl+KCN\longrightarrow R{\mathord {-}}CO{\mathord {-}}CN+KCl} }
Применение раствора щёлочи, пиридина или избытка амина в данных реакциях желательно для удаления побочного продукта — хлороводорода и катализа реакции. Реакция карбоновых кислот со спиртами и аминами обратима, что приводит к невысоким выходам. В то же время реакция с хлорангидридами быстра и необратима, а их синтез довольно прост, что делает двухстадийный процесс предпочтительнее.

#### С углеродными нуклеофилами
С углеродными нуклеофилами такими как реактивы Гриньяра ацилхлориды реагируют быстро с образованием кетонов. Использование избытка реактива Гриньяра приводит к получению третичных спиртов. В то же время реакция с кадмийорганическими соединениями останавливается на стадии образования кетона. Аналогичным образом проходят реакции с реактивами Гилмана (например, литий диметилмедью (CH3)2CuLi).
В целом ароматические ангидриды менее реакционноспособны и требуют более жестких условий проведения реакции чем алкильные.

#### Восстановление нуклеофилами
Хлорангидриды восстанавливаются такими сильными восстановителями как LiAlH4 или ДИБАЛ-Н с образованием первичных спиртов. 
Литий тритретбутоксиалюминий гидрид (LiAlH(Ot-Bu)3), объёмистый восстановитель, восстанавливает до альдегидов также как и в реакции Розенмунда — Зайцева водородом над «отравленном» паладиевым катализатором.

### Электрофильные
Хлорангидриды карбоновых кислот в присутствии кислот Льюиса (хлорид железа(III), хлорид алюминия) вступают в реакцию Фриделя-Крафтса с ароматическими соединениями, образуя ароматические кетоны.
Первая стадия — отщепление атома хлора кислотой Льюса
далее следует атака ароматического соединения карбкатионом
затем происходит отщепление водорода с образованием хлороводорода, освобождающийся хлорид алюминия образовывает комплекс с ароматическим кетоном по атому кислорода

## Применение
Благодаря высокой реакционной способности хлорангидриды широко применяются в органическом синтезе в качестве ацилирующего агента для введения в синтезируемую молекулу остатка карбоновой кислоты (ацильная группа).

## Безопасность
Из-за высокой активности ацилхлориды обладают общей токсичностью, работа с ними должна вестись с должной осторожностью (защитная одежда, вытяжная вентиляция). Ацилхлориды проявляют лакриматорные свойства из-за гидролиза до хлороводорода и карбоновой кислоты на слизистых оболочках глаз и дыхательных путей.